# Sviatoshynsko-Brovarska
La línea Sviatoshynsko-Brovarska es la primera línea del metro de Kiev. En la línea hay 18 estaciones. La línea tiene 22.8 km de longitud.

## Historia de construcción
| año  | Objetos                                                                                    | Longitud |
| ---- | ------------------------------------------------------------------------------------------ | -------- |
| 1960 | Las estaciones "Vokzalna", "Universytet", "Khreshchatyk", "Arsenalna", "Dnipro"            | 5,2 km   |
| 1963 | El segmento Vokzalna - Shuliavska (2 estaciones)                                           | 3,3 km   |
| 1965 | El segmento Dnipro - Darnytsia (el puente de metro, 3 estaciones, el depósito "Darnytsia") | 4,2 km   |
| 1968 | El segmento Darnytsia - Chernihivska (1 estación)                                          | 1,3 km   |
| 1979 | El segmento Chernihivska - Lisova (1 estación)                                             | 1,2 km   |
| 1986 | Reparación de la vía de la estación Darnytsia                                              |          |
| 1987 | Segunda salida en la estación Hidropark                                                    |          |
| 1987 | El segmento Universytet-Teatralna-Khreshchatyk (1 estación)                                | 0,1 km   |
| 2003 | El segmento Sviatoshyn - Akademmistechko (2 estaciones)                                    | 3,25 km  |
| 2005 | Segunda salida en la estación Lisova                                                       |          |

## Estaciones
1. Akademmistechko
2. Zhytomyrska
3. Sviatoshyn
4. Nyvky
5. Beresteiska
6. Shuliavska
7. Politekhnichnyi Instytut
8. Vokzalna
9. Universytet
10. Teatralna → Zoloti Vorota
11. Jreshchatyk → Maidan Nezalezhnosti
12. Arsenalna
13. Dnipro
14. Hidropark
15. Livoberezhna
16. Darnytsia
17. Chernihivska
18. Lisova

- Wikimedia Commons alberga una categoría multimedia sobre Sviatoshynsko-Brovarska.

- Datos: Q2334153
- Multimedia: Sviatoshynsko-Brovarska Line / Q2334153